# Robert de Pauw
Robert de Pauw (* 24. Juli 1981 in Nijmegen) ist ein niederländischer Fußballtrainer, der ab der Saison 2024/25 das Frauen-Team von Aston Villa in der englischen FA Women’s Super League trainiert. 

## Karriere
Bereits mit 13 Jahren sammelte de Pauw erste Trainererfahrungen, weil sein Vater, damals sportlicher Leiter beim SCE Nijmegen, ihm anbot, beim Training der 7- oder 8-Jährigen zu helfen. Nachdem er mehrere Jugendteams trainiert hatte, konnte er bei der NEC Nijmegen mit der U19 und U23 erste Mannschaften im Profibereich trainieren. Bis er verletzungsbedingt mit 26 Jahren seine Spielerkarriere beendete, spielte er in der höchsten niederländischen Amateur-Klasse und fungierte teilweise als Spielertrainer.
Im Mai 2017 trat er beim niederländischen Erstligisten Achilles ’29 seine erste Trainerstation im Frauenfußball an. Rund ein Jahr später kam er zu seinem ersten Trainer-Vollzeitjob, als er die U17 des niederländischen Verbands KNVB übernahm. Bei der Europameisterschaft 2019 coachte er sein Team ins Finale. Zur Saison 2021/22 wechselte de Pauw zum niederländischen Frauen-Erstligisten FC Twente Enschede. Ein Jahr trainierte er das Team und konnte am Ende der Saison die Meisterschaft sowie den Pokalgewinn feiern.
Seit der Saison 2022/23 trainiert de Pauw den Frauen-Bundesligisten Bayer 04 Leverkusen. In seiner Bundesliga-Premierensaison landete die Mannschaft zum Saisonende auf Platz 5. Im März 2024 wurde bekannt, dass de Pauw Bayer Leverkusen nach Ablauf der Saison 2023/24 verlassen wird. Ende Juni 2024 gab der englische Frauen-Erstligist Aston Villa bekannt, dass man sich mit de Pauw auf einen Drei-Jahres-Vertrag einigen konnte.

## Erfolge als Trainer
FC Twente Enschede
- Niederländischer Meister: 2022
- Niederländischer Pokalsieger (Eredivisie Cup): 2022

## Persönliches
De Pauw ist Vater zweier Töchter. 2004 schloss er sein Studium an der Hochschule von Arnhem und Nijmegen mit dem Bachelor of Social Work ab. De Pauw wohnt mit seiner Familie in Nijmegen und hat ein Apartment in Leverkusen.